# Juan López (kardynał)
Juan López (ur. ok. 1455 w Walencji, zm. 5 sierpnia 1501 w Rzymie) – hiszpański kardynał.

## Życiorys
Urodził się około 1455 roku w Walencji. Po zdobyciu bakalaureatu z teologii został kanonikiem kapituły w rodzinnym mieście i Léridzie, a także datariuszem papieskim. 29 grudnia 1492 roku został wybrany biskupem Perugii. W 1494 roku interweniował w sprawie konlifktu pomiędzy Aleksandrem VI a Ascanio Sforzą, a rok później negocjował w imieniu papieża z Karolem VIII. 19 lutego 1496 roku został kreowny kardynałem prezbiterem i otrzymał kościół tytularny Santa Maria in Trastevere. W 1497 roku został administratorem apostolskim Carcassonne, a rok później arcybiskupem Kapui. W 1499 roku zrezkł się diecezji Perugia, zachowując jednak status administratora apostolskiego. W 1501 roku został kamerlingiem Kolegium Kardynałów i archiprezbiterem bazyliki watykańskiej. Zmarł 5 sierpnia 1501 roku w Rzymie.